# Цзіндечжень
Цзіндечжень (кит.: 景德镇) — міська агломерація на північному сході провінції Цзянсі, Китайська Народна Республіка. Місто має площу 5263 км ², де мешкає бл. 1 530 000 осіб (на кінець 2004 р.)

## Історія

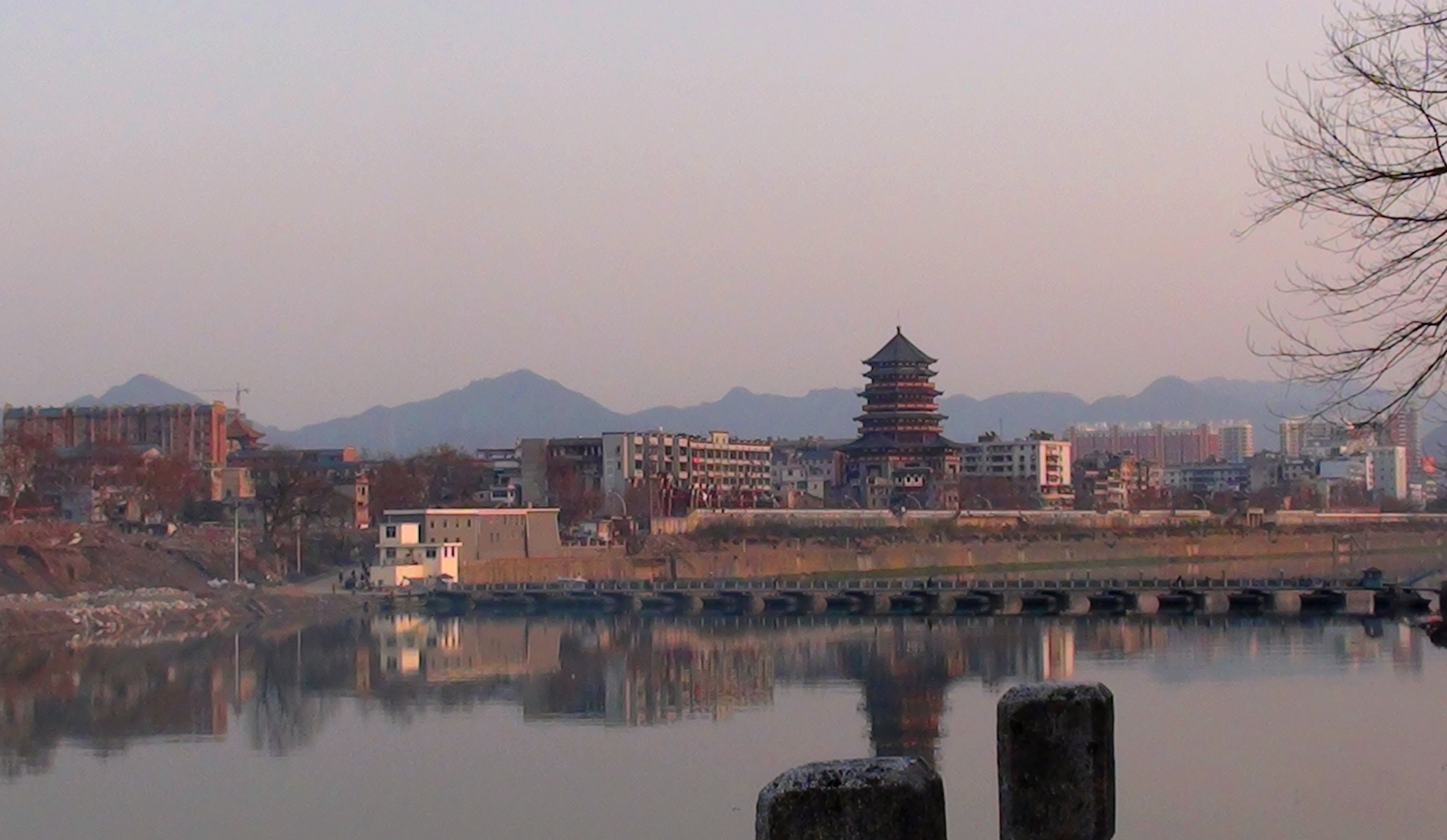
Панорама сучасного міста

Місто має добре документовану історії, котра налічує більш ніж 2000 років. Цзіндечжень — уславлене в Китаї та в світі місто як «Порцелянова столиця». Близькість до річки Янцзи зробило місто важливим портом і відомим центром експорту ремісничої і порцелянової продукції в різні країни світу ще в сиву давнину.
Місто виникло в долині між високими горами. Вони і виконували функцію природної фортеці, навіть в середньовіччя місто так і побудувало фортечних мурів. В роки династії Хань місто мало назву Сіньпін 新平, змінило кілька назв протягом династії Тан (Сіньчан 新昌, 621; Чаннань 昌南, 716). Сучасну назву місту було надано імператором Північної Сун Чжень-цзуном (правл. 997—1022), один з періодів правління якого (1004-7) мав девіз Цзін де 景德.
В 19 ст. Цзіндечжень отримав статус окружного центра. По створенню Китайської Народної республіки він став окружним центром. 28 лютого 1982 року Цзіндечжень було включено до переліку двадцяти чотирьох національних, історично значущих і культурних центрів Китаю, що сприяло розвитку місцевої туристичної галузі.

## Порцелянова столиця країни

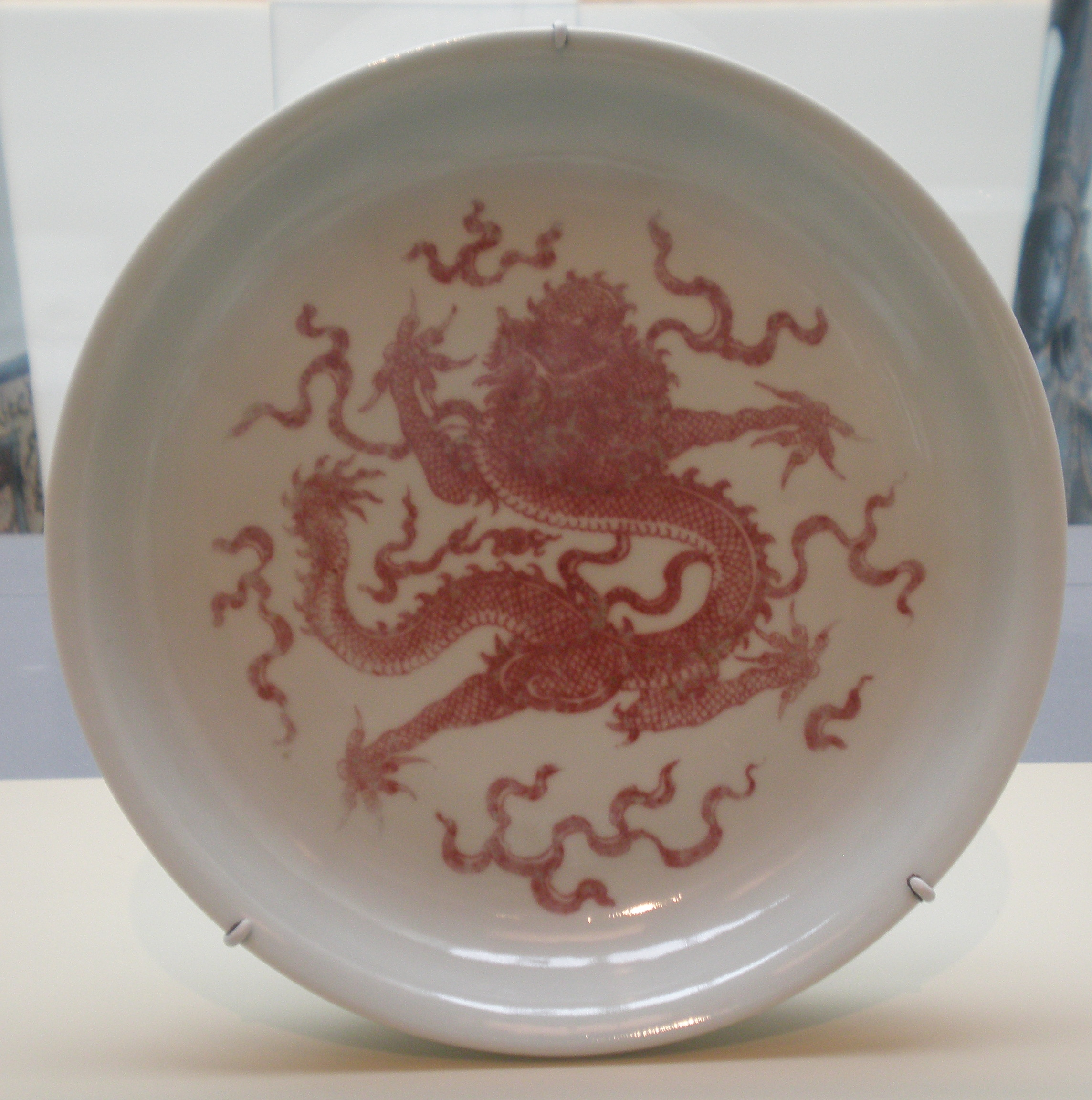
«Таріль з драконом». Цзіндечжень, династія Цинь, доба імператора Кансі (1662—1722). Художній музей Азії, Сан-Франциско.

Цзіндечженю надзвичайно пощастило на працьовитих мешканців та природні копалини. Неподалік були знайдені глинозем та каолін, головні речовини в рецептурі порцелянової сировини. Вони і обдаровані ремісники стануть головним багатством місцевості, бо приблизно з 1 століття нашої ери тут розпочато виробництво кераміки і, згодом, порцеляни. Удосконалення виробництва і печей приведуть до появи уславленої китайської порцеляни, відомої на всіх континентах. Її швидко оцінили феодали Китаю.
Порцелянові майстерні Цзіндечженя були головними постачальниками китайських імператорів. Це були особливі вази з драконами, котрі мали по п'ять пазурів. Ніхто з громадян в феодальному Китаї не мав права володіти такими вазами.
З китайською порцеляною познайомились португальські мореплавці і вивезли перші великі партії продукції в Західну Європу. Це породило моду на коштовну порцеляну, бо її наділяли магічними властивостями знешкоджувати отрути. Мода на китайську порцеляну роками підтримувалась і секретами її виготовлення, котрий століттями не розголошували. Порцеляну Цзіндечженя караванами везли в арабські країни, та так званим морським Шовковим шляхом в Індію і в Європу. Саме порцеляна Цзіндечженя сформувала уяву західноєвропейців про китайську порцеляну як таку, хоча в Китаї були і працювали й інші керамічні і порцелянові центри.
Умовно порцеляну Цзіндечженя розділяли на:
- білу
- блакитну
- багатоколірну тощо.

Низ таких ваз і посуду не вкривали поливою. Саме на цих ділянках ставлять марки, які розпізнають знавці-митці і науковці. Вимоги до порцеляни майстерень Цзіндечженя були надзвичайні. Посуд з відхиленнями від стандарту оглядали і розбивали на місті. Археологи розкопали смітники і реставрували розбиті вази. Відтепер в музеях існують як «стандартні», так і нестандартні вази 12-14-18 століть.

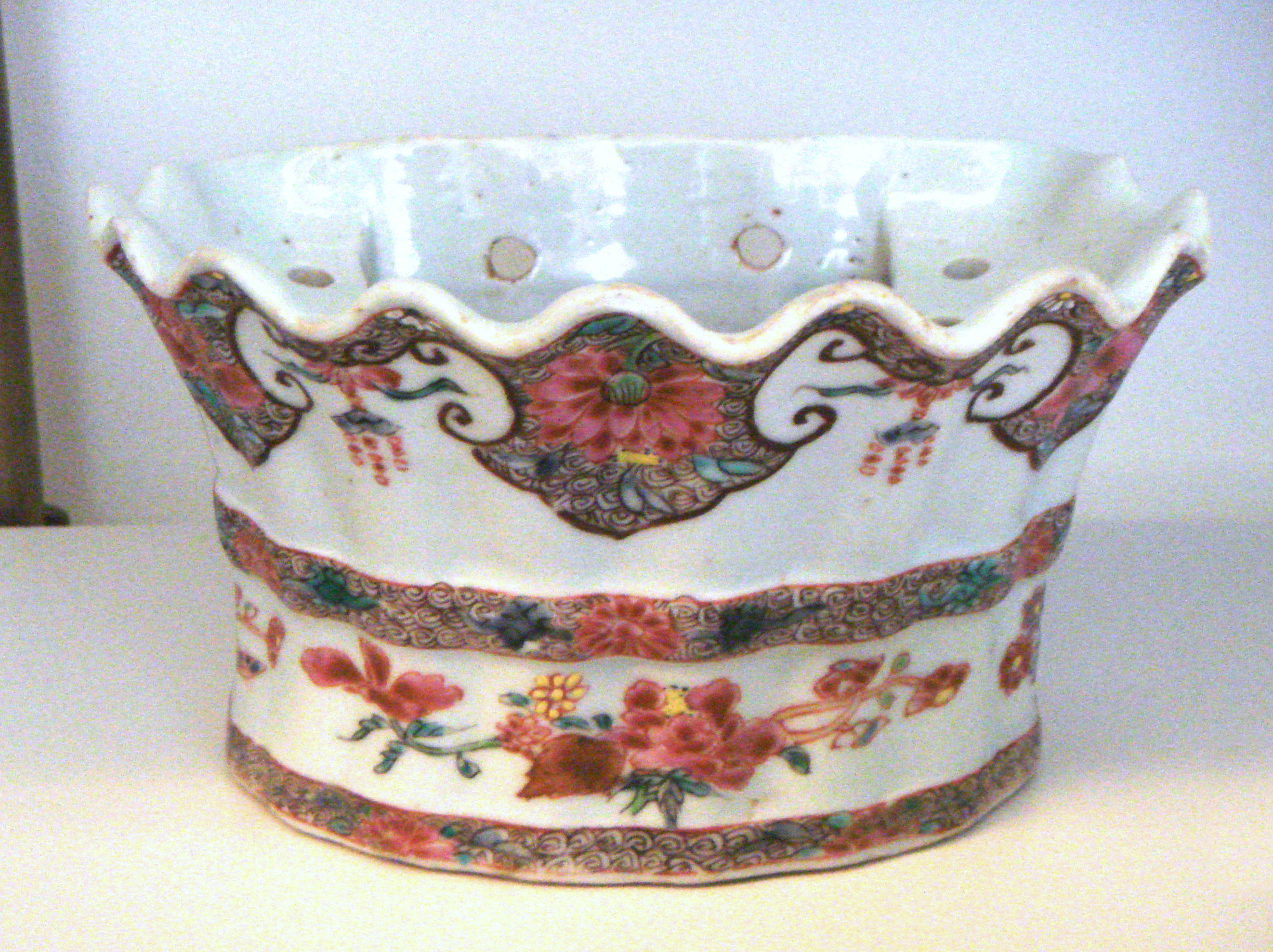
М'яка порцеляна Цзіндечженя, «Рожева родина», 1736–1796 рр., період Куанлонг.
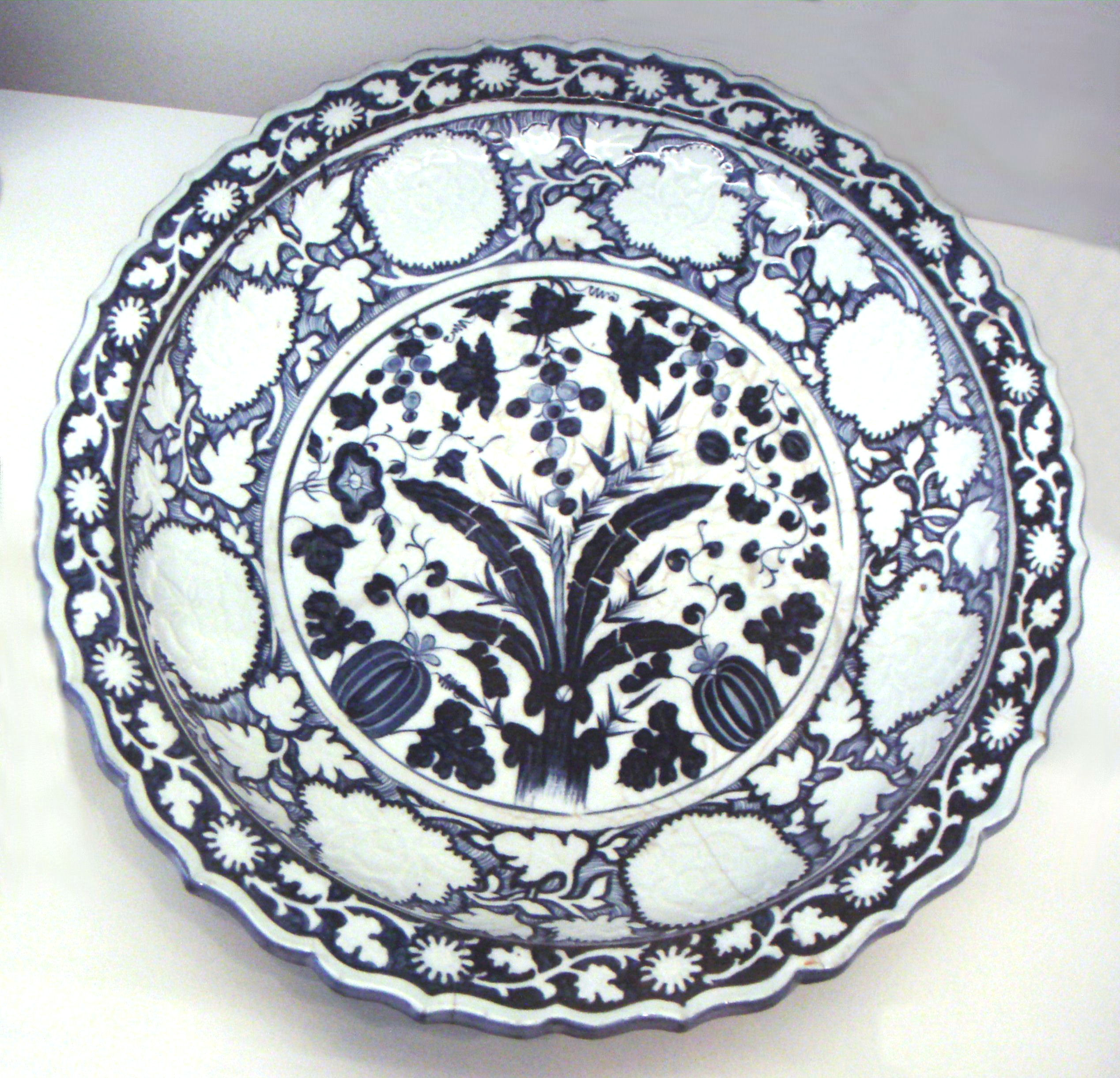
Розпис кобальтом, Цзіндечжень, середина 14 століття.
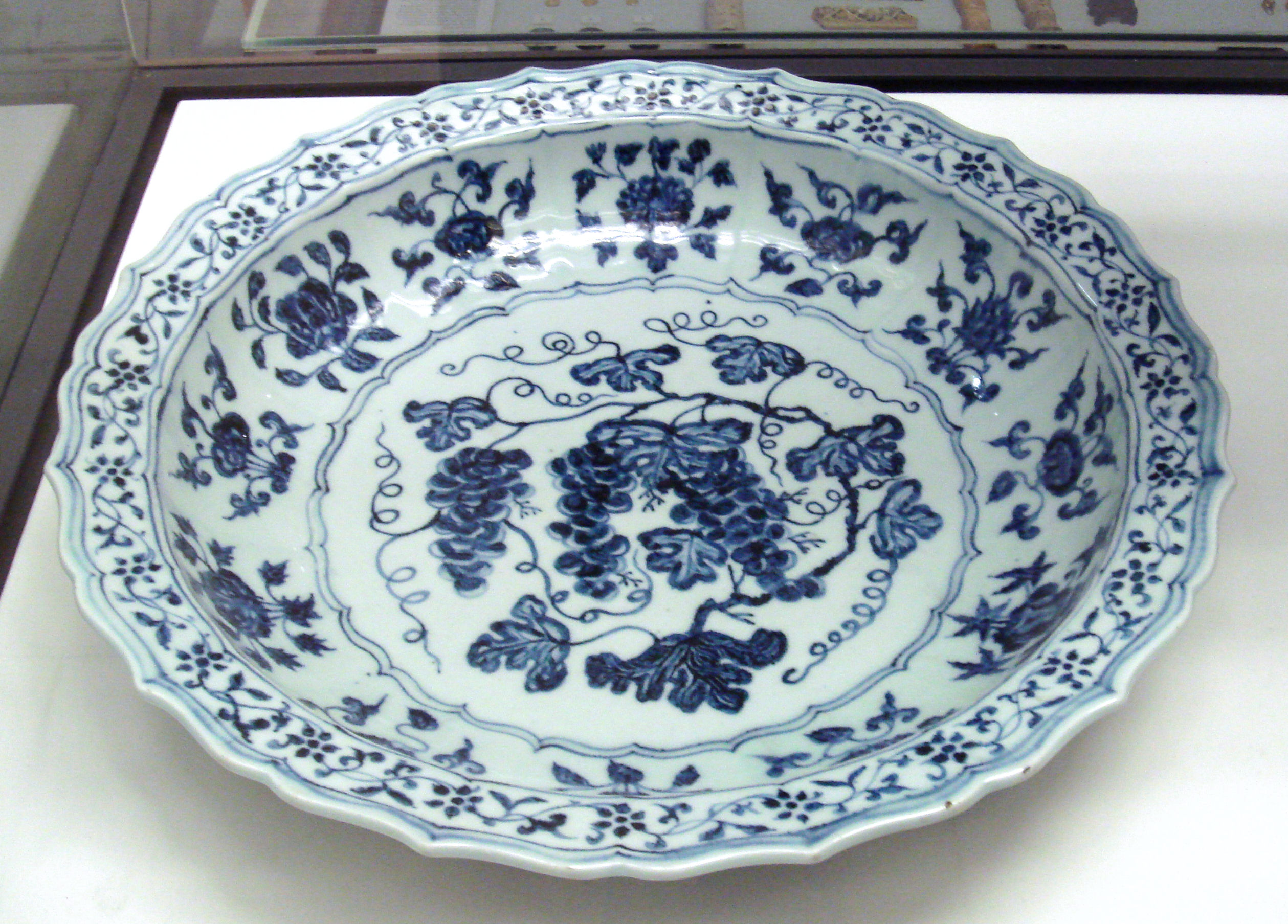
Таріль з виноградним малюнком, династія Мін, 15 століття, Цзіндечжень, печі (Jiangxi). Британський музей.
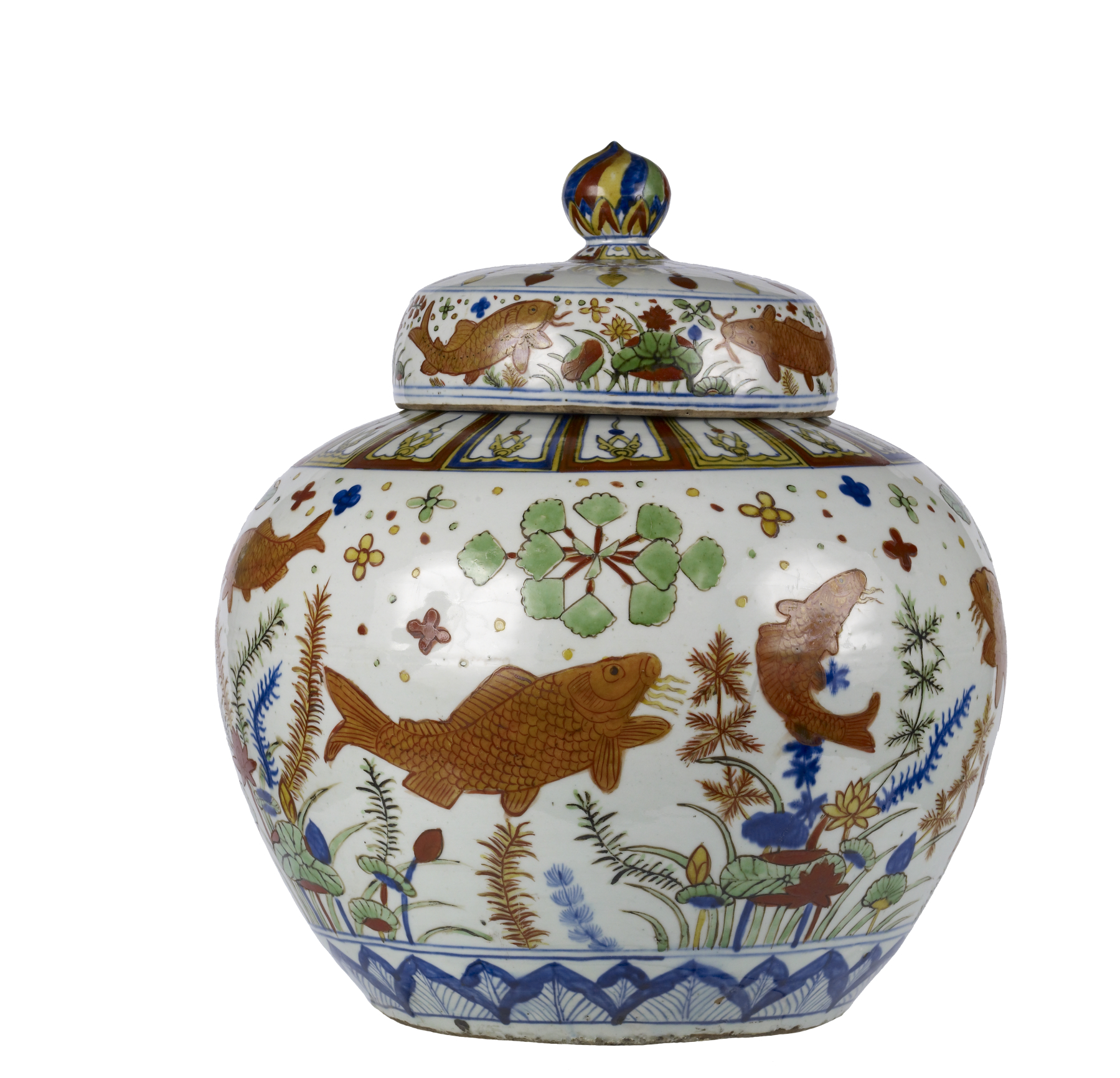
Ваза для вина з червоними карпами і водоростями, 16 століття, Цзіндечжень. Художній музей Волтерс.

## Сучасне порцелянове виробництво

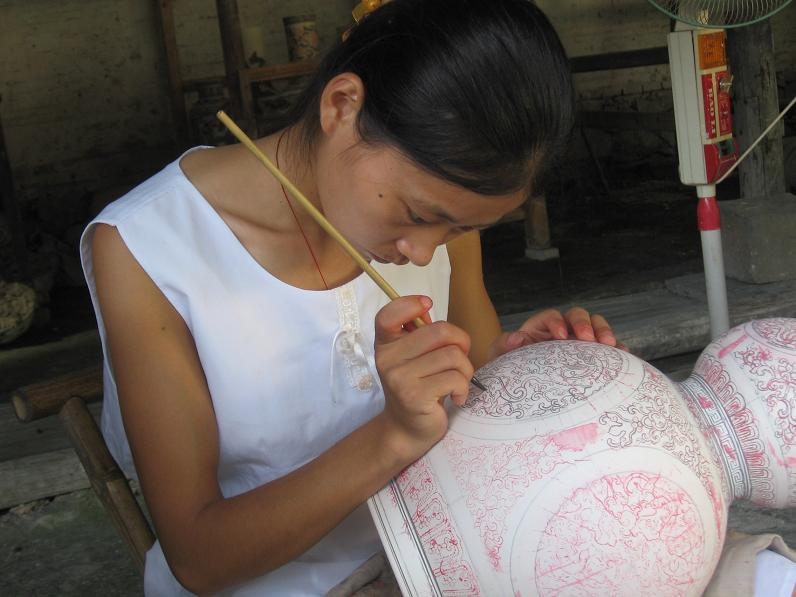

В 20 ст. виробництво місцевої кераміки і порцеляни не припинилось. В місті засновано і діє Порцляновий інститут Цзіндечжень (景德镇陶瓷学院). Це єдиний заклад вищої освіти у Китаї, який спеціалізується на вивченні порцеляни та вихованні фахівців порцелянового виробництва.
Окрім порцелянового виробництва, приділяють увагу іншим галузям промисловості. Цзіндечжень — центр виробництва компресорів для холодильників, по випуску гелікоптерів, по видобутку мінеральних копалин тощо.

## Місцевий центр сільськогосподарської продукції
Цзіндечжень і навколишні поселення — відомий центр сільськогосподарської продукції провінції Цзянсі. Тут збирають багаті врожаї рису, вирощують коттон, товарне зерно і свиней. Округ Фулян відомий вирощуванням чайних кущів і переробкою чайної сировини. Вирощування чайних кущів в провінції має давню традицію і відоме щонайменше одну тисячу років. Містечко Лепін — місцевий центр вирощування овочів, котрі вивозять також в інші регіони Китаю. Загальна кількість вирощених овочів досягла 620 000 тонн на 2007 рік. Городи містечка і округа Лепін за вказівкою Міністерства сільського господарства Китаю визнано демонстративними ділянками по вирощуванню екологічно чистої продукції.

## Адміністративно-територіальний поділ
- Район Чанцзян (昌江区)
- Район Чжушань (珠山区)
- Місто Лепін (乐平市)
- Повіт Фулян (浮梁县)

## Транспорт

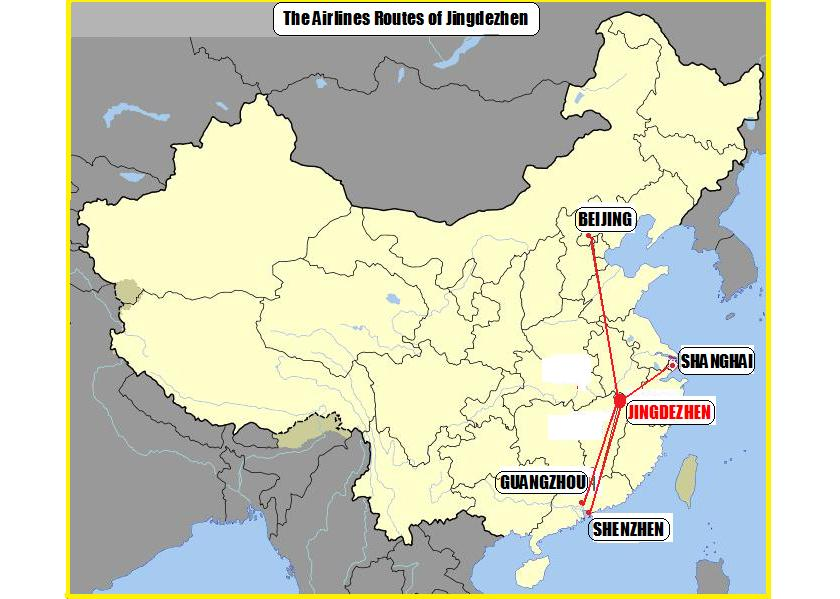
Схема авіаліній, котрі проходять через Цзіндечжень

В 20 ст. зроблено усе можливе для перетворення міста в важливий транспортний вузол краю. Місто пов'язане з сусідніми і віддаленими містами не тільки по воді. На перші місця вийшли залізничні й повітряні сполучення

## Туристичні центри міста
- Музей порцеляни Цзіндечженя
- Сад китайської порцеляни
- Керамічний центр Яолі поблизу міста

## Міста побратими
- Арита, Японія
- Делфт, Нідерланди
- Редбридж, Велика Британія